# Бувес Кирје
Бувес Кирје (фр. Bouvesse-Quirieu) насеље је и општина у источној Француској у региону Рона-Алпи, у департману Изер која припада префектури Ла Тур ди Пен.
По подацима из 2011. године у општини је живело 1446 становника, а густина насељености је износила 82,58 становника/km². Општина се простире на површини од 17,51 km². Налази се на средњој надморској висини од 220 метара (максималној 338 m, а минималној 200 m).

## Демографија
| 1962. | 1968. | 1975. | 1982. | 1990. | 1999. | 2011. |
| ----- | ----- | ----- | ----- | ----- | ----- | ----- |
| 926   | 1.039 | 1.038 | 1.067 | 998   | 970   | 1.446 |

График промене броја становника у току последњих година